# Taulant Xhaka
Taulant Xhaka (Basilea, Suiza, 28 de marzo de 1991) es un exfutbolista albanés que jugaba de mediocampista. Su hermano Granit Xhaka juega en la selección suiza pero él decidió en 2014 jugar con la selección de fútbol de Albania. Su familia se mudó de Kosovo a Suiza antes de que naciera él y su hermano, Granit Xhaka, quien es jugador del Bayer Leverkusen.
En 2016 jugó su primera Eurocopa donde su selección quedó tercera de grupo por detrás de las selecciones de Francia y la de Suiza y por delante de la de Rumania.
El primer partido de esta Eurocopa para Albania trajo un curioso dato, pues se enfrentaron contra Suiza, y por primera vez se enfrentaron dos hermanos: Taulant Xhaka y Granit Xhaka.

## Trayectoria

### FC Basel
Taulant comenzó su fútbol juvenil en el FC Concordia Basel y se trasladó al FC Basel en 2002. Jugó para varios equipos juveniles del FC Basel y desde 2008 se convirtió en un miembro regular del equipo U-21 durante dos años en el 1. 1.ª división suiza. Al comienzo de la temporada 2010-11, él y su hermano se trasladaron a la escuadra del primer equipo donde comenzó a jugar como un defensor. Hizo su primer equipo debut el 19 de septiembre de 2010 en la victoria de la Copa Suiza 5-0 contra el FC Mendrisio-Stabio. Hizo su debut en Super League el 27 de febrero de 2011 en la victoria por 1-0 frente a Lucerna. Al final de la temporada, el equipo ganó el título de Super League, ya que Xhaka ganó su primer cubierto con el club.
A la siguiente temporada , Xhaka anotó su primer gol con el Basilea el 10 de septiembre durante el triunfo de la liga de 4-0 lejos contra Servette, donde él vino encendido como sustituto. Más tarde el 27, hizo su debut en la UEFA Champions League como suplente en el empate a distancia de 3-3 contra el Manchester United en Old Trafford. El 18 de enero de 2012, se anunció que Xhaka fue enviado en préstamo a Grasshopper para ganar experiencia de juego del primer equipo.

### Grasshopper
[8] Hizo su debut el 12 de febrero durante la derrota por 2-0 frente a Zürich, [9] y hasta el final de la temporada se estableció en la alineación inicial, haciendo 13 apariciones durante la segunda parte de la temporada 2011-12.

### FC Basel
Después de pasar el 2012-13 de nuevo en préstamo en Grasshopper, el Basilea lo recordó en su escuadra. [10] Durante la temporada 2013-14, Xhaka se estableció en la alineación titular, haciendo 23 apariciones en la liga y anotando 2 goles, ganando su segundo campeonato de liga con Basilea. Él también hizo cuatro apariciones de la taza, pues el equipo alcanzó en la final, pero fue batido 2-0 por Zürich después de tiempo adicional. También fue un instrumento importante en la campaña europea del equipo, jugando 10 partidos en la Liga de Campeones y 5 en la Liga Europa. [13] En la temporada 2014-15, Xhaka fue capaz de consolidar su lugar en la alineación, jugando 29 partidos en la liga, ya que el Basilea fue coronada campeona por sexta vez consecutiva. Marcó su primer gol de la temporada el 27 de septiembre en el empate a domicilio 1-1 contra Thun. [15] El 13 de diciembre, durante el partido de la Copa contra Sion, Xhaka sufrió una lesión que lo mantuvo al margen hasta enero de 2015. [16] El 9 de enero de 2015, Xhaka prorrogó su contrato por otros tres años, hasta el 30 de junio de 2018. [17] En febrero de 2015, Xhaka fue incluido en el Equipo 2014 del Año por la Asociación Suiza de Fútbol y fue puesto como defensor de la derecha. [18] Xhaka se convirtió en uno de los tres futbolistas internacionales de Albania que participaron en la fase eliminatoria de la UEFA Champions League por primera vez en la historia, junto con sus compañeros de equipo de Basilea Shkëlzen Gashi y Arlind Ajeti. Bajo el entrenador Urs Fischer Xhaka ganó el campeonato suizo de la Super Liga al final de la temporada 2015-16 Super League. Para el club fue el séptimo título consecutivo y su título de campeonato del 19 en total. [20]

## Carrera internacional

### Suiza
Xhaka ha jugado para el equipo juvenil suizo en el nivel U-17. Formó parte del equipo sub-17 suizo que jugó en el Campeonato de Europa Sub-17 de la UEFA de 2008 en Antalya, Turquía. Durante los años 2009 y 2010 jugó para el U-18 de Suiza y el Suiza U-19 equipos. Hizo su debut en el U-20 suizo el 6 de septiembre de 2010 en el Stadion Breite, Schaffhausen, como derecho de nuevo en la derrota 2-3 casa contra el equipo nacional de Alemania sub-20 de fútbol. Taulant Xhaka hizo su debut suizo de U-21 como substituto el 7 de octubre de 2011 en la victoria de lejos 1-0 contra Georgia U-21. [21] En el partido de vuelta el 10 de noviembre, una victoria en casa por 5-0 en el estadio Cornaredo, jugó en el equipo de salida.

### Albania
Los medios de comunicación informaron que Taulant Xhaka agradecería una llamada de Albania. [22] Taulant confirmó posteriormente en una entrevista que su elección de Albania fue definitiva. [23] En octubre de 2013 su elección fue influenciada por su hermano menor Granit, que no quería que repitiera su error, eligiendo a Suiza en lugar de su equipo nacional de descenso, Albania. El 18 de diciembre de 2013, Xhaka recibió la ciudadanía albanesa y para poder jugar para el equipo de fútbol nacional de Albania, él debe recibir el ir a continuación de la FIFA. [25] Xhaka recibió su primera llamada por el entrenador de Albania Gianni De Biasi para un partido amistoso contra Malta el 5 de marzo de 2014, pero fue sustituido por Renato Arapi porque se había lesionado el 2 de marzo de 2014 durante un partido entre Basilea y Thun que Terminó en un empate 2-2, donde debido a esta lesión él substituyó apagado en el minuto 72. [27] Xhaka recibió la segunda convocatoria consecutiva para un trío de partidos amistosos de Albania contra Rumania, Hungría y San Marino respectivamente el 31 de mayo, 4 y 8 de junio de 2014. [28] Días después declaró que se retiró nuevamente por lesión. [29] El 25 de junio de 2014, Xhaka recibió la aprobación de la FIFA, que respondió a la petición de FSHF y Xhaka se convirtió en elegible para jugar para Albania también en los partidos oficiales internacionales.
Xhaka recibió su tercera convocatoria consecutiva para el partido contra Portugal el 7 de septiembre de 2014, válido para el inicio de la UEFA Euro 2016. [31] Hizo su debut el 7 de septiembre de 2014 jugando los 90 minutos completos en la victoria ausente 1-0 contra Portugal. Jugó bien y fue incluido en los once mejores para los partidos de la primera ronda de la UEFA Euro 2016. [33] Xhaka fue incluido en la línea de salida para el partido de la UEFA Euro 2016, Grupo I contra Serbia, jugado el 14 de octubre de 2014. En el minuto 40 de ese partido, el árbitro inglés Martin Atkinson detuvo la jugada por segunda vez después de lanzar bengalas De la multitud en la dirección de los jugadores albaneses. Mientras tanto, al mismo tiempo, un zumbido aparentemente controlado por control remoto se veía suspendido sobre el terreno de juego, paralelo a la parte superior del puesto, antes de caer hacia el campo a 15 yardas de la mitad serbia. Las insignias de la Gran Albania se referían a la noción de un área extendida en la que residían todos los albaneses de origen que incluía a Kosovo. El jugador serbio Stefan Mitrović atrapó la bandera y fue abordado de inmediato por Xhaka y el compañero albanés Andi Lila, que se llevó la bandera lejos del jugador serbio. Después del partido Xhaka, junto con Lorik Cana fueron declarados ciudadanos de honor del alcalde de la ciudad de Mitrovica, Kosovo, por la valentía mostrada en la protección de símbolos nacionales. UEFA Euro 2016 Editar sección El 21 de mayo de 2016, Xhaka fue nombrado en la escudería preliminar de 27 hombres de Albania para la UEFA Euro 2016, [36] y en la selección final de 23 jugadores de la UEFA para la UEFA 2016 el 31 de mayo. En el partido inaugural de Albania contra Suiza, Xhaka compitió contra su propio hermano Granit Xhaka, convirtiéndose en el primer par de hermanos en jugarse el uno contra el otro en toda la historia del Campeonato de Europa de la UEFA. En ese día, su madre observó desde la multitud con una camiseta que combinaba las banderas de ambas naciones. El partido terminó en una derrota 0-1 para Albania y Taulant Xhaka tiró una botella de agua en cólera después de ser substituido. [38] Luego jugó 16 últimos minutos como substitutos para Burim Kukeli contra los anfitriones Francia, donde perdió 2-0, luego fue un sustituto no utilizado en el próximo partido contra Rumanía en la histórica victoria de Albania 1-0 con un gol anotado por Armando Sadiku. 39] Albania terminó el grupo en la tercera posición con tres puntos y con una diferencia de goles -2, y quedó en último lugar en los equipos de tercer lugar, lo que finalmente los eliminó. [40]

## Estadísticas

### Estadísticas en clubes
- Actualizado al último partido jugado el 13 de febrero de 2018 - Basel 0 - 4 Manchester City.

| Club                | Temporada     | Liga          | Liga  | Liga  | Copas Nacionales (1) | Copas Nacionales (1) | Torneos Internacionales (2) | Torneos Internacionales (2) | Total | Total |
| Club                | Temporada     | Div.          | Part. | Goles | Part.                | Goles                | Part.                       | Goles                       | Part. | Goles |
| ------------------- | ------------- | ------------- | ----- | ----- | -------------------- | -------------------- | --------------------------- | --------------------------- | ----- | ----- |
| Basel B · Suiza     | 2008–09       | 3.º           | 11    | 1     | —                    | —                    | —                           | —                           | 11    | 1     |
| Basel B · Suiza     | 2009–10       | 3.º           | 23    | 2     | —                    | —                    | —                           | —                           | 23    | 2     |
| Basel B · Suiza     | 2010–11       | 3.º           | 16    | 3     | —                    | —                    | —                           | —                           | 16    | 3     |
| Basel B · Suiza     | Total         | Total         | 50    | 6     | 0                    | 0                    | 0                           | 0                           | 50    | 6     |
| Basel · Suiza       | 2010–11       | 1.º           | 6     | 0     | 3                    | 0                    | 0                           | 0                           | 9     | 0     |
| Basel · Suiza       | 2011–12       | 1.º           | 5     | 0     | 2                    | 0                    | 2                           | 0                           | 9     | 0     |
| Basel · Suiza       | Total         | Total         | 11    | 0     | 5                    | 0                    | 2                           | 0                           | 18    | 0     |
| Grasshopper · Suiza | 2011–12       | 1.º           | 13    | 0     | 1                    | 0                    | —                           | —                           | 14    | 0     |
| Grasshopper · Suiza | 2012–13       | 1.º           | 25    | 0     | 4                    | 0                    | —                           | —                           | 29    | 0     |
| Grasshopper · Suiza | Total         | Total         | 38    | 0     | 5                    | 0                    | 0                           | 0                           | 43    | 0     |
| Basel · Suiza       | 2013–14       | 1.º           | 23    | 2     | 4                    | 0                    | 15                          | 0                           | 42    | 2     |
| Basel · Suiza       | 2014–15       | 1.º           | 29    | 1     | 4                    | 0                    | 7                           | 0                           | 40    | 1     |
| Basel · Suiza       | 2015–16       | 1.º           | 24    | 0     | 0                    | 0                    | 12                          | 0                           | 36    | 0     |
| Basel · Suiza       | 2016–17       | 1.º           | 30    | 0     | 0                    | 0                    | 6                           | 0                           | 36    | 0     |
| Basel · Suiza       | 2017–18       | 1.º           | 17    | 0     | 4                    | 0                    | 7                           | 1                           | 28    | 1     |
| Basel · Suiza       | Total         | Total         | 123   | 3     | 12                   | 0                    | 47                          | 1                           | 182   | 4     |
| Total carrera       | Total carrera | Total carrera | 222   | 9     | 22                   | 0                    | 49                          | 1                           | 293   | 10    |

- (1) Incluye partidos de la Copa de Suiza.
- (2) Incluye partidos de la Liga de Campeones de la UEFA y Liga Europa de la UEFA.

### Selección nacional
- Actualizado al último partido jugado el 13 de noviembre de 2018.
Turquía 2 - 3 Albania

| Selección       | Año             | Amistosos | Amistosos | Clasificación para Eurocopa | Clasificación para Eurocopa | Eurocopa | Eurocopa | Clasificación para Copa Mundial | Clasificación para Copa Mundial | Copa Mundial | Copa Mundial | Total    | Total |
| Selección       | Año             | Partidos  | Goles     | Partidos                    | Goles                       | Partidos | Goles    | Partidos                        | Goles                           | Partidos     | Goles        | Partidos | Goles |
| --------------- | --------------- | --------- | --------- | --------------------------- | --------------------------- | -------- | -------- | ------------------------------- | ------------------------------- | ------------ | ------------ | -------- | ----- |
| Albania         | 2014            | -         | -         | 3                           | 0                           | -        | -        | -                               | -                               | -            | -            | 3        | 0     |
| Albania         | 2015            | 1         | 0         | 5                           | 0                           | -        | -        | -                               | -                               | -            | -            | 6        | 0     |
| Albania         | 2016            | 3         | 0         | -                           | -                           | 2        | 0        | 3                               | 0                               | -            | -            | 8        | 0     |
| Albania         | 2017            | 1         | 0         | -                           | -                           | -        | -        | 1                               | 0                               | -            | -            | 2        | 0     |
| Albania         | 2018            | 0         | 0         | -                           | -                           | -        | -        | -                               | -                               | -            | -            | 0        | 0     |
| Total Selección | Total Selección | 5         | 0         | 8                           | 0                           | 2        | 0        | 4                               | 0                               | 0            | 0            | 19       | 0     |

## Palmarés

### Torneos nacionales
| Título             | Club          | País  | Año  |
| ------------------ | ------------- | ----- | ---- |
| Superliga de Suiza | F. C. Basilea | Suiza | 2011 |
| Superliga de Suiza | F. C. Basilea | Suiza | 2012 |
| Copa de Suiza      | F. C. Basilea | Suiza | 2012 |
| Copa de Suiza      | Grasshoppers  | Suiza | 2013 |
| Superliga de Suiza | F. C. Basilea | Suiza | 2014 |
| Superliga de Suiza | F. C. Basilea | Suiza | 2015 |
| Superliga de Suiza | F. C. Basilea | Suiza | 2016 |
| Superliga de Suiza | F. C. Basilea | Suiza | 2017 |
| Copa de Suiza      | F. C. Basilea | Suiza | 2017 |
| Copa de Suiza      | F. C. Basilea | Suiza | 2019 |
| Superliga de Suiza | F. C. Basilea | Suiza | 2025 |
| Copa de Suiza      | F. C. Basilea | Suiza | 2025 |